# 9Bach
9Bach je velšská hudební skupina. Vznikla roku 2005 v severovelšském městě Bethesda a původně ji tvořili Lisa Jên Brown a Martin Hoyland, ostatní hudebníci se k duu přidali později. Název skupiny pochází z velšského jazyka a v doslovném překladu do češtiny znamená „malá babička“ (slovo „babička“ – nain – zde zastupuje číslice 9). Své první, eponymní studiové album kapela vydala roku 2009. Druhé album nazvané Tincian následovalo o pět let později a vydalo jej vydavatelství Real World Records vlastněné hudebníkem Peterem Gabrielem.

## Diskografie
- 9Bach (2009)
- Tincian (2014)
- Anian (2016)